# Sphaerangium schimperianum
Sphaerangium schimperianum là một loài Rêu trong họ Pottiaceae. Loài này được (Sull.) Schimp. miêu tả khoa học đầu tiên năm 1860.